# 秋葉裕一
秋葉 裕一（あきば ひろかず、1947年11月27日 - ）は、日本のドイツ文学者、演劇研究家。早稲田大学名誉教授。

## 経歴・人物
秋田県に生まれる。1966年福岡県立修猷館高等学校卒業、1971年早稲田大学第一文学部卒業、1973年同大学大学院文学研究科修士課程独文専攻を修了し第一文学部助手となり、1976年同大学大学院文学研究科博士課程独文専攻単位取得満期退学。
1976年4月早稲田大学理工学部専任講師となり、1979年4月から1981年3月まで西ドイツケルン大学文学部に留学。帰国後、1981年4月早稲田大学理工学部助教授となり、1989年4月同教授に就任する。劇作家ベルトルト・ブレヒトの研究で知られる。
1996年9月同大学理工学部複合領域主任を務め、2007年4月理工学部が理工学術院に改組されるとその創造理工学部教授に就任する。2018年3月同大学を退職、名誉教授となる。
2004年4月から2012年9月まで早稲田大学演劇博物館副館長を務め、演劇博物館を研究拠点とする21世紀COEプログラム「演劇の総合的研究と演劇学の確立」、およびグローバルCOEプログラム「演劇・映像の国際的教育拠点」で副リーダーを務めている。これにより、演劇博物館は演劇・映像の国際的な研究拠点としての地位を確立していった。